# Palais des Rohan (Estrasburgo)

O Palais des Rohan é um palácio da França situado no centro da cidade de Estrasburgo, junto à Catedral de Nossa Senhora de Estrasburgo e do seu museu, o Musée de l'Œuvre Notre-Dame.

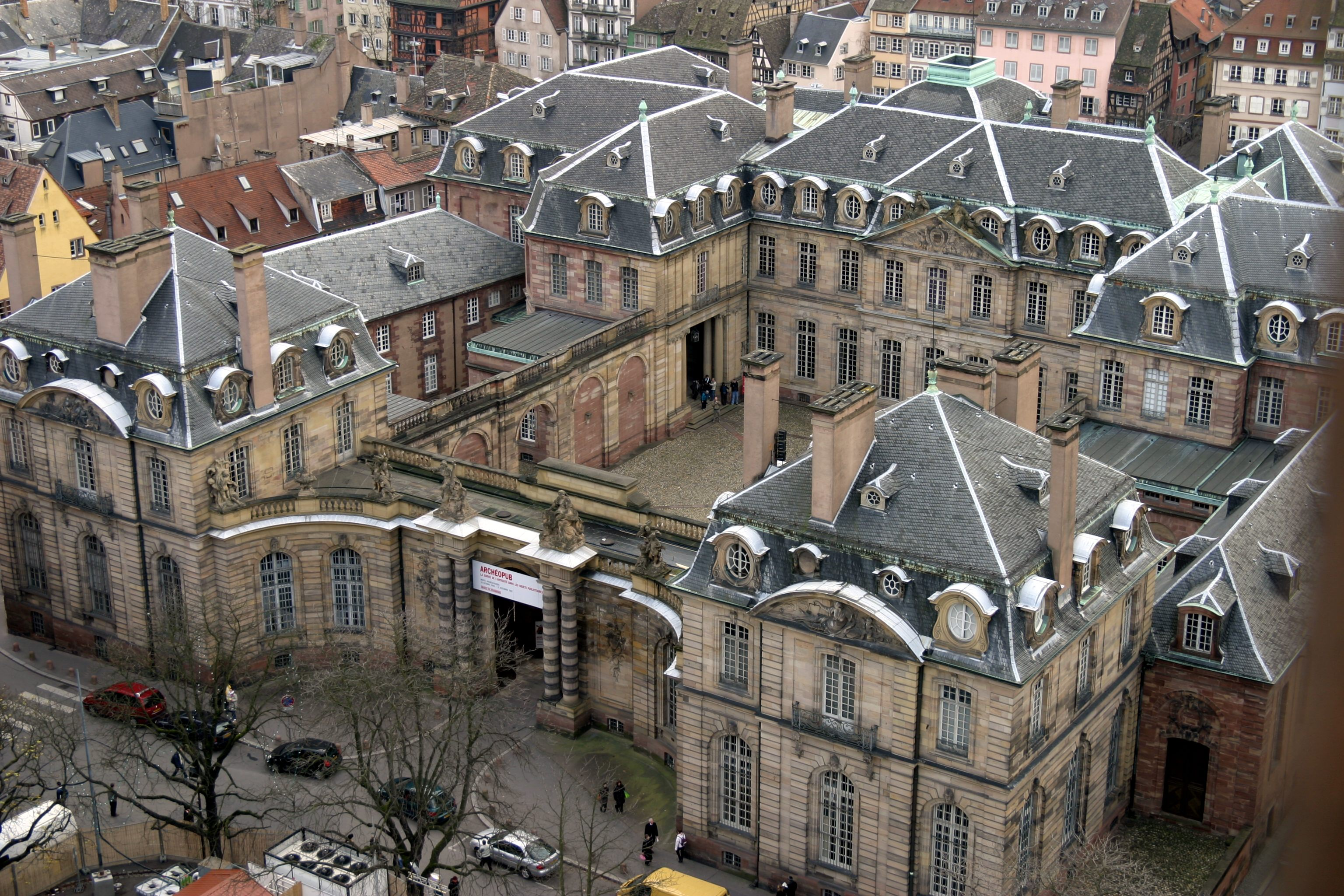
Vista geral do Palais des Rohan a partir da Catedral de Nossa Senhora de Estrasburgo.

Representa um ponto alto da arquitectura barroca local, de acordo com uma opinião largamente consensual entre os historiadores de arte. No seu interior encontram-se alojados três dos mais importantes museus da cidade desde o final do século XIX: o Museu Arqueológico (Musée archéologique, na cave), o Museu de Artes Decorativas (Musée des Arts décoratifs, no piso térreo) e o Museu de Belas Artes (Musée des Beaux-arts, no primeiro e segundo andares). A Galerie Robert Heitz também se encontra numa ala lateral do palácio.

## História

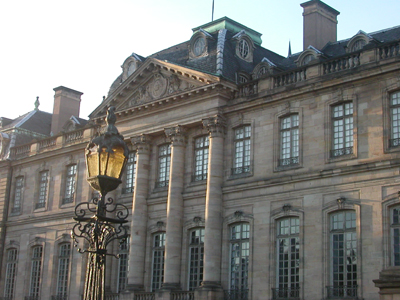
Fachada do Palais des Rohan.

Este magnífico edifício setecentista foi construído entre 1728 e 1741 pelo arquitecto Robert de Cotte, por encomenda do Bispo Armand Gaston de Rohan-Soubise (1674-1749), para substituir o anterior palácio episcopal. O palácio recebeu visitas ilustres ao longo do século XVIII: Luís XV esteve no palácio em 1744, e em 1770 foi a vez de Maria Antonieta fazer uma visita. Em 1805, 1806 e 1809, Napoleão Bonaparte permaneceu no palácio e algumas das salas sofreram alterações para satisfazer os seus gostos (e os da sua esposa Joséphine). Em 1810, a segunda esposa de Napoleão, Maria Luisa, Duquesa de Parma, passou no palácio a sua primeira noite em solo francês. Outro hóspede real foi Carlos X de França, em 1828.

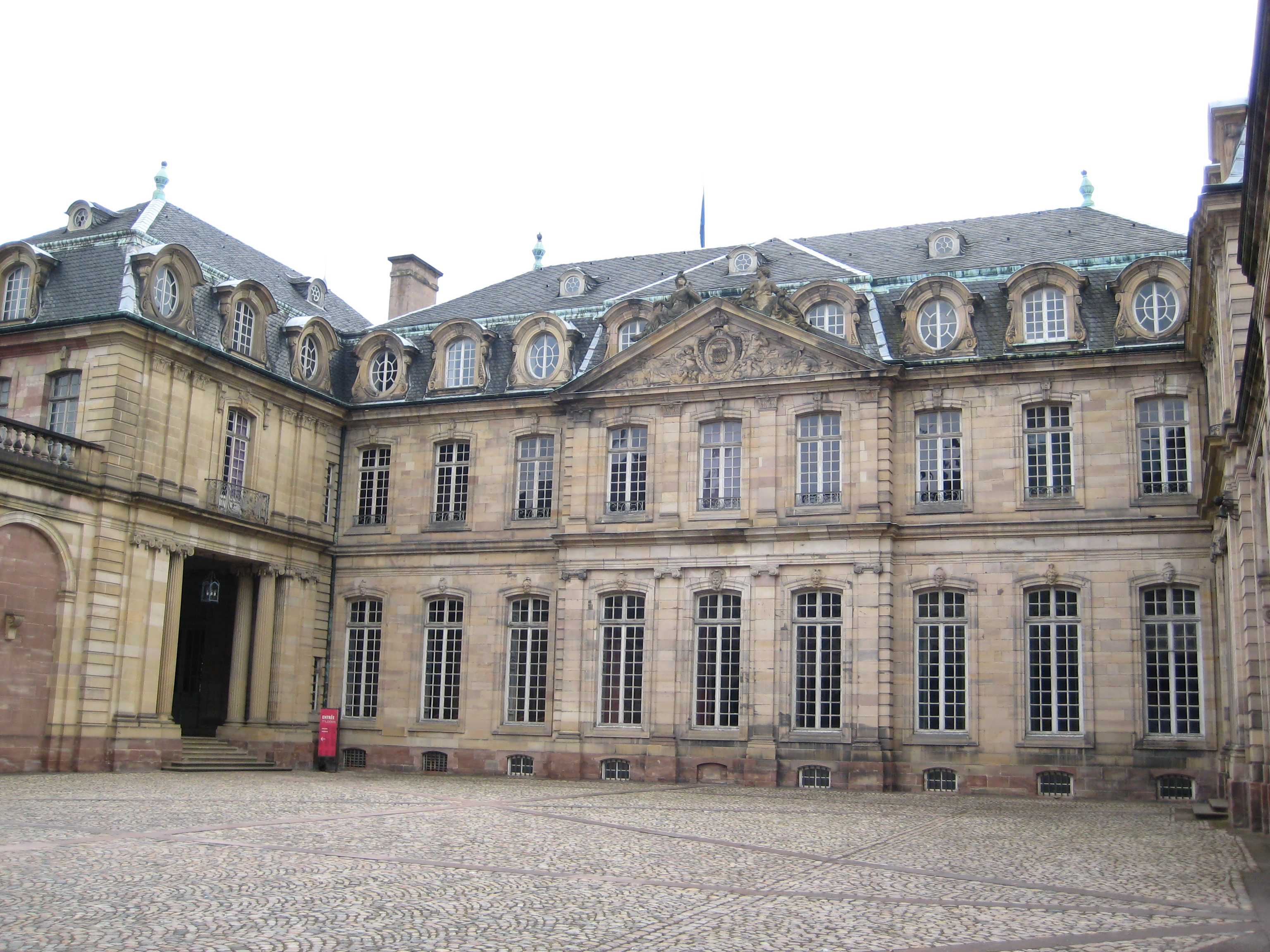
Pátio interior do Palais des Rohan.

Entre 1872 e 1898, o palácio serviu como edifício principal da imperial Universität Straßburg, até à fundação e abertura da nova "Kaiser-Wilhelms-Universität". A colecção de arte da cidade (previamente guardada na Aubette, na Place Kléber, a qual havia sido incendiada pelo fogo de artilharia prussiano no dia 24 de Agosto de 1870) sendo completamente destruída durante a Guerra Franco-Prussiana. Em 1898, e durante o curso do restabelecimento da colecção de arte, o palácio tornou-se na sede dos museus imperiais de Estrasburgo. Em Agosto de 1944, o edifício foi danificado pelas bombas britânicas e norte-americanas. O restauro ficou completo na década de 1990.

## Arquitectura

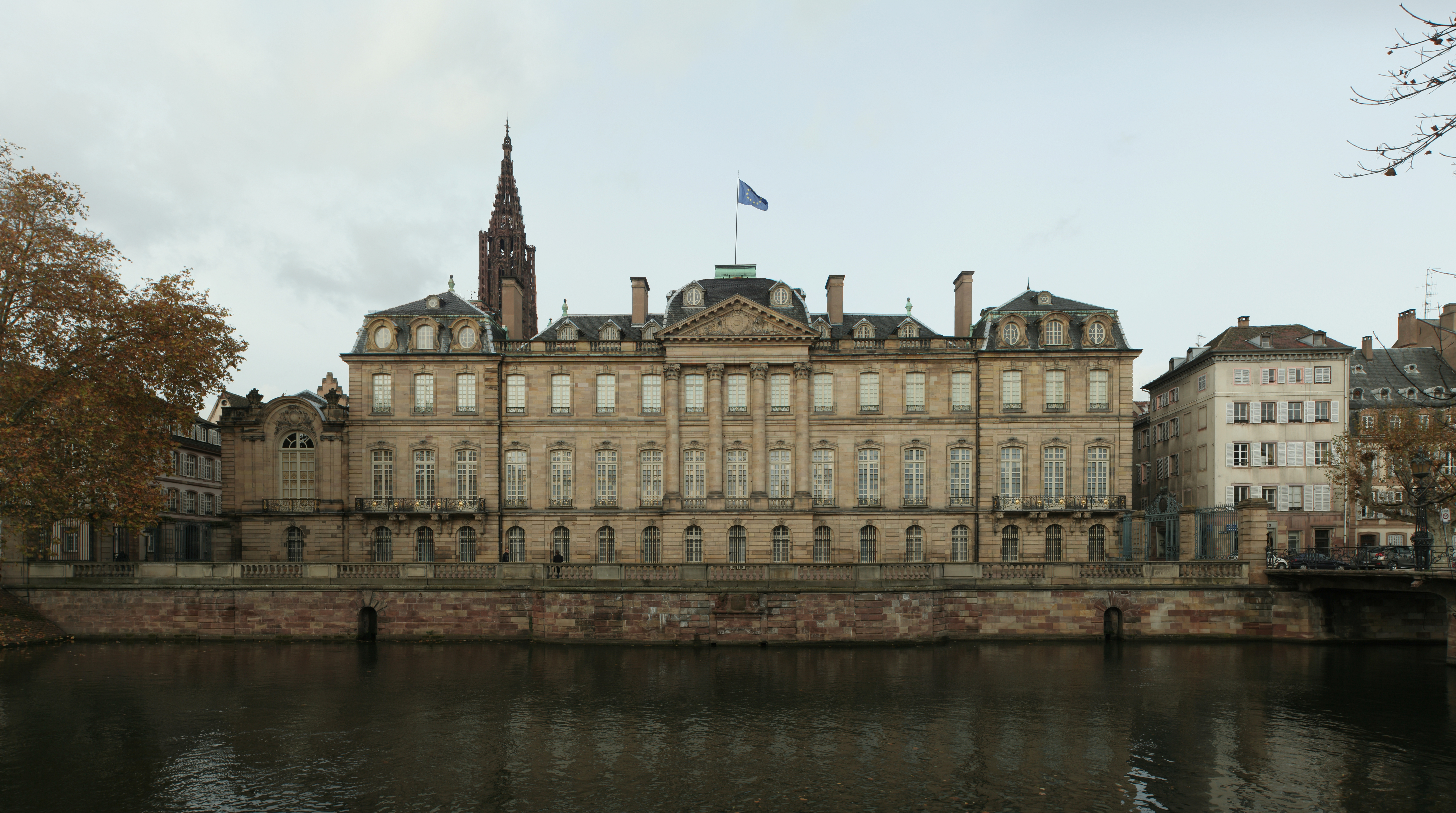
Fachada do palácio sobre o Rio Ill.

O palácio foi construído sobre uma base quase quadrada a qual desce em direcção ao Rio Ill e é subdividida em volta de um pátio interior por uma galeria em três dos lados. A sul desta, existe uma ala principal para o Príncipe-Arcebispo, com as suas duas fachadas Neoclássicas de representação, a qual se estende por todo o comprimento do edifício. O mais extravagante e dominador elemento, de um ponto de vista geral, é a fachada que enfrenta o Rio Ill, com um pequeno terraço plano com gradeamentos em ferro forjado estendendo-se à sua frente.

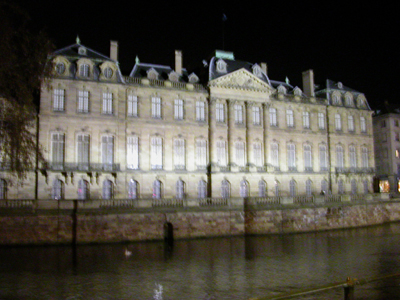
Fachada do palácio sobre o Rio Ill à noite.

Penetra-se no Pátio de Honra através de um portal monumental em arco do triunfo, coroado por estátuas representando a Clemência e a Religião. O Pátio de Honra dá acesso, à esquerda e à direita, aos edifícios administrativos e utilitários do palácio. O corpo principal tem dois pisos. O piso térreo estava reservado ao Bispo e o primeiro-andar ao seu pessoal.
Os quartos do Príncipe-Arcebispo, os quais podem ser vistos actualmente no seu estado quase original, estão divididos entre o grande apartamento (grand appartement - salas de aparato frente ao rio) e o pequeno apartamento (petit appartement - salas de estar voltadas para o pátio), tal como no Château de Versailles. De ambos os lados das suítes encontram-se as duas salas mais espaçosas do palácio, a galeria de jantar e a biblioteca, com ambos a estenderem-se ao longo de todo o eixo longitudinal da ala. A biblioteca serve igualmente como nave da muito pequena capela palaciana.

## Museus

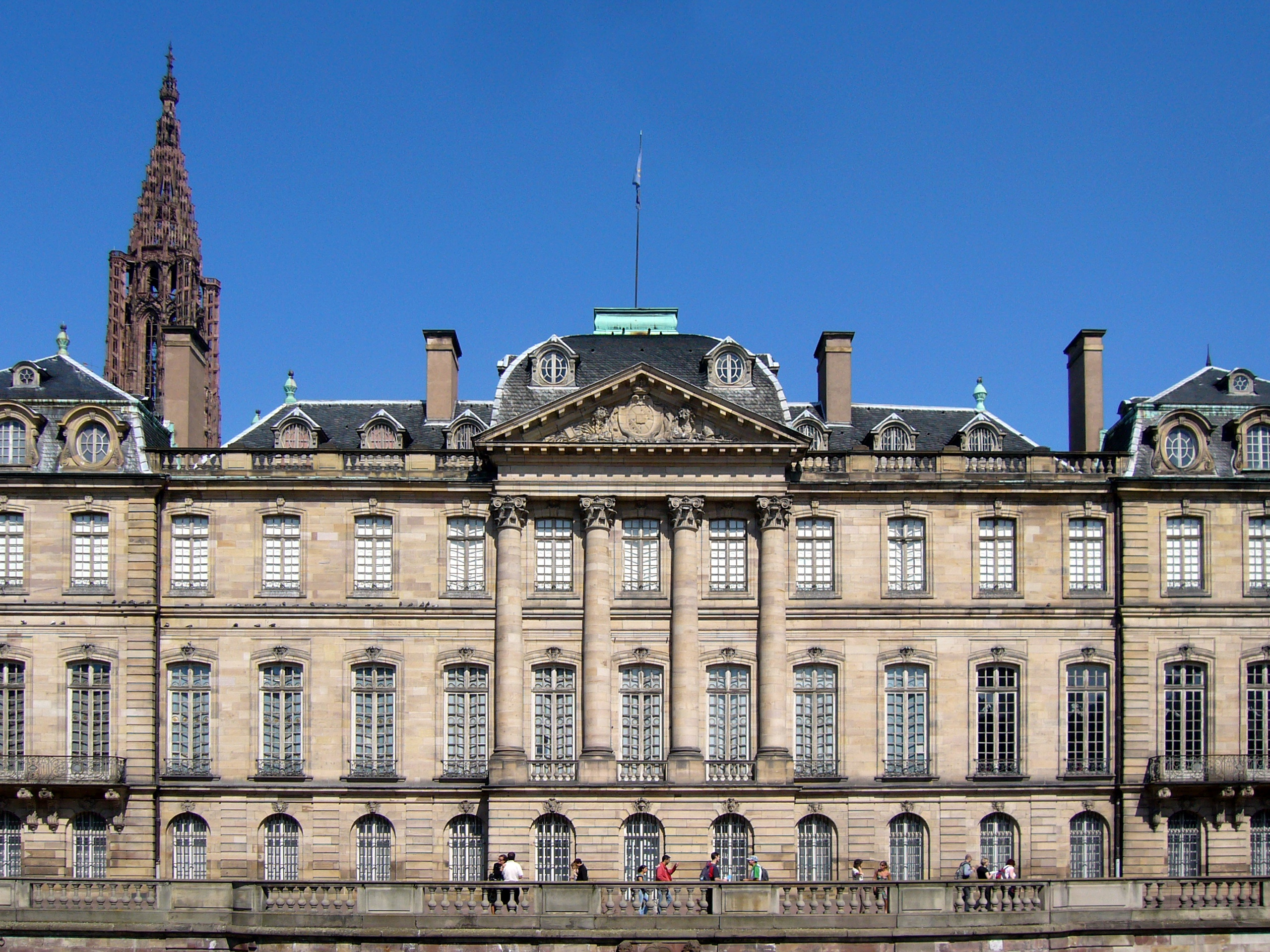
Fachada do palácio sobre o Rio Ill.

O palácio abriga, actualmente, três museus diferentes que se sobrepõem ao próprio palácio, permitindo a visita aos apartamentos e às salas de aparato. São eles:
- o Museu de Artes Decorativas, que apresenta uma colecção de cerâmicas, de ourivesaria e de mobiliário;
- o Museu de Belas Artes, que apresenta uma série de pinturas dos séculos XIV a XVIII;
- e o Museu Arqueológico, instalado a partir do final do século XIX no subsolo do Palácio Rohan. Este museu é um dos mais ricos da França dentro do seu domínio, o das "Antiguidades Nacionais". Reaberto em 1992 depois de um completo rearranjo museológico das suas colecções, propõe uma descoberta ao passado mais longínquo da Alsácia, da pré-história (desde há 600 000 anos) aos tempos áureos da Idade Média (ano 800 d.C.).